# Altpreußisches Garnisonregiment No. II (1756)
Das Garnisonbataillon Nr. II war ein Infanterieverband der Preußischen Armee und hatte sein Standquartier in Pillau.

## Geschichte
Das erste Bataillon dieses Regiments wurde bereits im Jahre 1715 errichtet. Der Generalleutnant und Kommandant von Pilau von Wobeser wurde Kommandant. Das Regiment wurde im Jahr 1735 mit einer und 1739 mit einer zweiten Grenadierkompanie verstärkt, dazu mussten die Grenadierkompanien der damaligen Infanterie-Regimenter Nr. 2, 4, 11, 14 und 16 die kleinsten Leute abgeben. Im Jahre 1740 musste das Stamm-Bataillon selbst seine besten Männer an die neuerrichteten Feld-Regimenter abgeben und die Lücken durch Neuangeworbene wieder füllen. Der König Friedrich II. ließ 1743 ein zweites Bataillon, sowie 1755 ein drittes und viertes Bataillon errichten. Die beiden letztgenannten Bataillone wurden auf königlichen Befehl aber 1763 wieder reduziert, jedoch 1772 wieder errichtet. Die beiden Grenadier-Kompanien bekamen 1745 einen Feld-Etat und gehörten seit dieser Zeit zu dem stehenden Grenadier-Bataillon Nr. 4.
Nachdem das Regiment 1787 zwei Kompanien zum Stamm des Füsilier-Bataillons Nr. 4 (zuletzt zweite Warschauer Füsilier-Brigade, die 1806 durch die Schlacht bei Halle aufgelöst wurde) abgegeben hatte, wurde es 1788 aufgelöst. Zu den Depot-Bataillonen der Infanterie-Regimenter Nr. 7, 8, 17, 22, 30 und 39 kamen jeweils drei Kompanien. Die beiden zum Stamm für das Füsilier-Bataillon Nr. 4 (von Lieberoth) abgegebenen Kompanien hatten als Teile des Garnisonregiments im Jahre 1757 an der Schlacht bei Groß-Jägersdorf und 1758 an der Belagerung von Schweidnitz teilgenommen. Mehr ist über die Einsätze des Regiments nicht bekannt.

## Chefs
- 1717–1723 Georg Boguslav von Wobeser
- 1723–1725 Kaspar Dietlof von Winterfeld
- 1725–1727 Peter von Seers
- 1727–1742 Jean de Natalis
- 1742–1743 Georg Werner von der Schulenburg
- 1743–1754 Christoph Ernst von Roeder
- 1754–1773 Hans Siegmund von Sydow (1759–1763 „Alt-Sydow“)
- 1773–1777 Georg Wolf von Tümpling
- 1777–1788 George Lorenz von Pirch